# 121 Hermione
Hermione /hɜːrˈmaɪ.əniː/ (định danh hành tinh vi hình: 121 Hermione) là một tiểu hành tinh rất lớn kiểu C, nghĩa là có bề mặt tối, có quỹ đạo thuộc nhóm tiểu hành tinh Cybele, vòng ngoài cùng vành đai chính. Thành phần cấu tạo của nó dường như bằng cacbonat. Năm 2002, một vệ tinh nhỏ được tìm thấy đang quay quanh Hermione.

## Khám phá
Ngày 12 tháng 5 năm 1872, nhà thiên văn học người Mỹ gốc Canada James C. Watson phát hiện tiểu hành tinh Hermione khi ông thực hiện quan sát tại Đài quan sát Detroit ở Ann Arbor, Michigan, Hoa Kỳ và đặt tên nó theo Hermione, con gái của Menelaus và Helen trong thần thoại Hy Lạp.

## Các đặc tính vật lý

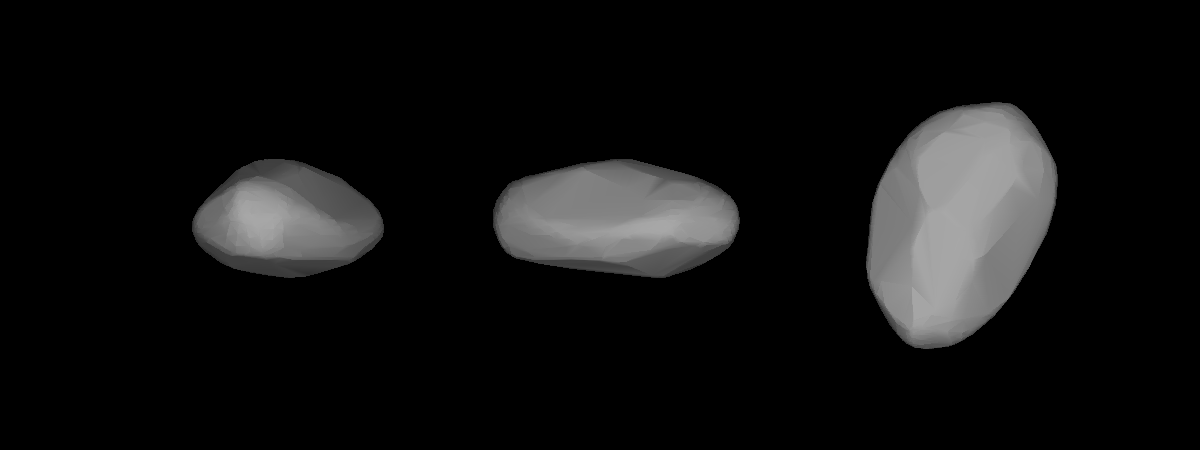
Mô hình 3D dựa trên đường cong ánh sáng của Hermione

Tiểu hành tinh này có dạng thùy kép - như các hình quang học thích nghi (adaptive optics) chứng tỏ - hình thứ nhất được chụp trong tháng 12 năm 2003, bằng kính viễn vọng của đài thiên văn Keck. Trong số nhiều kiểu hình dạng được đề nghị hợp với các hình ảnh, có một dạng giống như "người tuyết" (snowman) được coi là hợp nhất với tỷ lệ tiến động quan sát thấy của tiểu hành tinh này. Trong mẫu "người tuyết", hình dạng của tiểu hành tinh này có thể xấp xỉ bằng 2 hình cầu gối lên nhau từng phần với 2 bán kính 80 và 60 km, mà các tâm điểm cách nhau 115 km. Một dạng hình ellipsoid đơn giản bị loại bỏ.
Việc quan sát quỹ đạo của tiểu hành tinh này đã có thể cho phép xác định chính xác khối lượng của nó. Đối với mẫu "người tuyết" thích hợp nhất thì tỷ trọng của nó là 1,8 ± 0,2 g/cm³, cho một tình trạng xốp là 20%, và có thể chỉ ra rằng các thành phần chính là các vật thể rắn gãy, nứt, nhưng không là một đống sa khoáng mảnh vụn.
Cho đến nay, che khuất sao của Hermione đã được quan sát thành công ba lần, lần cuối cùng vào tháng 2 năm 2004.

## Vệ tinh
Một vệ tinh của Hermione được kính viễn vọng Keck II phát hiện năm 2002. Nó có đường kính khoảng 13 km. Tên định danh tạm thời của vệ tinh là S/2002 (121) 1. Nó chưa có tên chính thức, nhưng tên "LaFayette" đã được một nhóm các nhà thiên văn học đề nghị, ám chỉ tới tàu frigate được hầu tước Lafayette bí mật sử dụng để tới châu Mỹ giúp đỡ các người nổi dậy.